# Île Éléphantine
 (octobre 2014).
Si vous disposez d'ouvrages ou d'articles de référence ou si vous connaissez des sites web de qualité traitant du thème abordé ici, merci de compléter l'article en donnant les références utiles à sa vérifiabilité et en les liant à la section « Notes et références ».
Ne doit pas être confondu avec Île de l'Éléphant ou Île d'Éléphanta.
L'île Éléphantine est une île d'Égypte située sur le Nil, en face du centre-ville d'Assouan dont elle fait partie. Elle constitue une des nombreuses îles et rochers qui forment la première cataracte du Nil. Dans l'Égypte antique, l'île était une ville, capitale du premier nome de Haute-Égypte, celui « du Pays de l'arc » ou « du Pays de Nubie » (tA-sty).
Aujourd'hui, c'est un quartier d'Assouan occupé en son centre par deux villages nubiens et leurs cultures, à son extrémité nord par un hôtel et à son extrémité sud par des ruines antiques. De nombreuses promenades en felouque autour et vers l'île Éléphantine sont proposées aux touristes visitant Assouan.

## Toponymie
| U23 | D58 | E26 | G43 | N25 · O49 |

| U23 | D58 | E26 | G43 | N25 · O49 |

Comme beaucoup de sites historiques égyptiens, la ville a eu plusieurs noms au cours du temps :
- son nom égyptien ancien était Abou, il vient de Ab qui signifie en français à la fois « éléphant » et « ivoire »[1], en effet il semblerait d'après les textes anciens, que la ville fut un important centre de négoce de l'ivoire originaire d'Afrique[2] ; d'autres théories prétendent que l'île est nommée ainsi d'après sa forme, qui pourrait rappeler celle de défenses d'éléphant ; une autre variante de son nom égyptien était Yeb ; l’importance de l’éléphant dans les toponymes de cette partie de l’Afrique est à relever, en particulier dans le cas de la capitale du Soudan, Khartoum, dont le nom en arabe ألخَرطوم (al-khartoum) signifie « la trompe d’éléphant » ;
- le nom en grec ancien était Ἐλεφαντίνη, francisé en Éléphantine ; ce nom vient bien entendu de l'animal ελέφας (ou elephas) ;
- le nom copte était ⲓⲏⲃ ;
- le nom arabe est جزيرة الفنتين (Gezîret el-Fantîn).

## Géographie

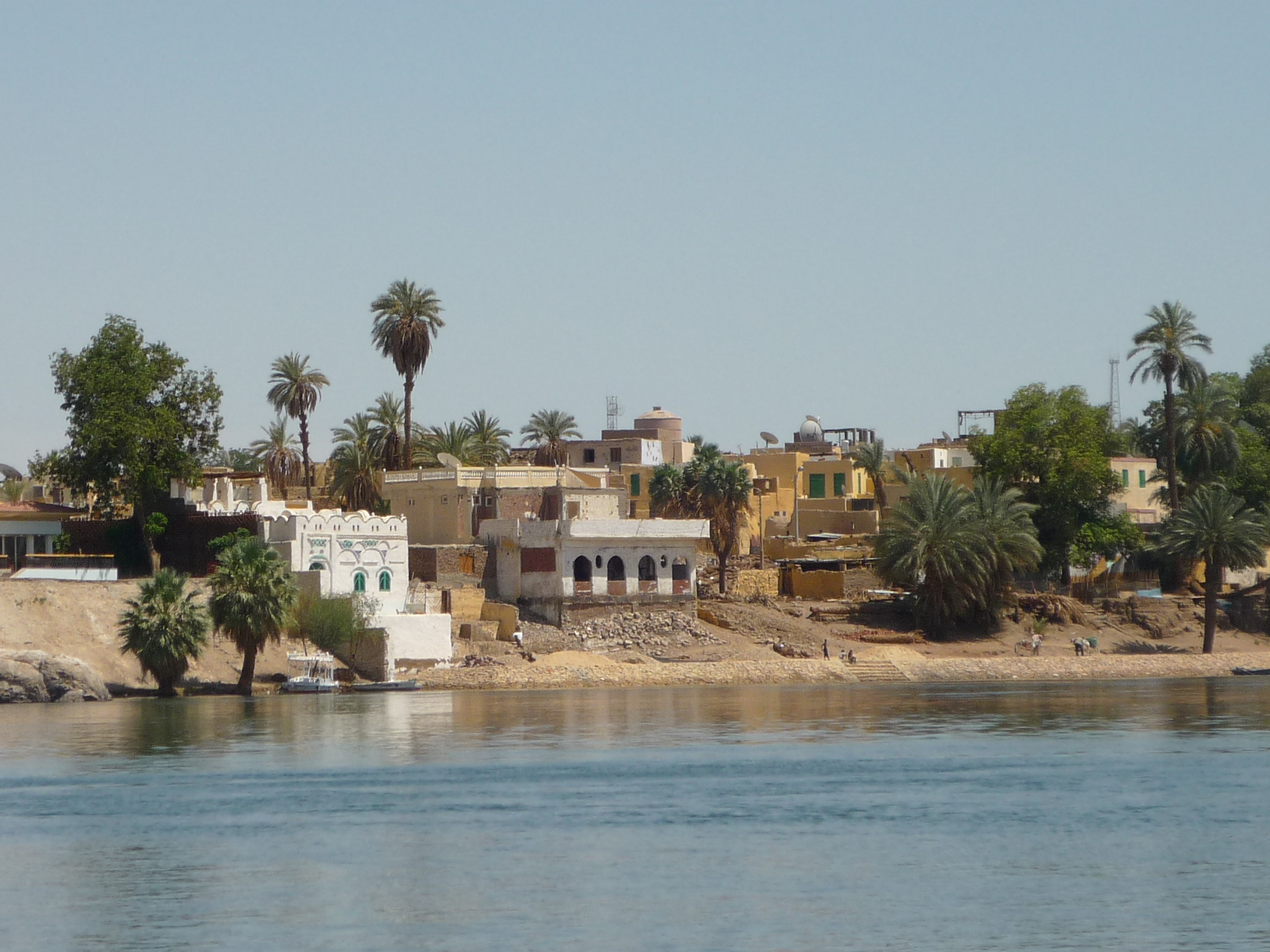
Un des villages nubiens vu depuis l'île Kitchener.

L'île Éléphantine est située dans le Sud de l'Égypte, en face du centre-ville d'Assouan, au milieu du Nil. De forme allongée orientée sud-ouest-nord-est, elle constitue la dernière des îles qui forment la première cataracte du Nil. Elle est entourée à l'ouest par l'île Kitchener occupée dans son intégralité par un jardin botanique, au sud par des îlots et rochers au milieu du Nil et à l'est par la ville d'Assouan. L'île mesure 1,5 km de long pour 500 mètres de large.
L'urbanisation actuelle est représentée par deux villages nubiens présents dans le centre de l'île et séparés par des champs et des palmeraies, un complexe hôtelier occupant son extrémité septentrionale et des ruines antiques à l'extrémité méridionale de l'île. Le tourisme sur l'île est représenté par les clients de l'hôtel mais aussi par de nombreux étrangers qui arrivent généralement par felouque afin de découvrir la culture nubienne via la visite des villages ou du musée Animalia orienté sur la vie quotidienne des Nubiens avant la construction du haut barrage ou encore pour visiter les ruines égyptiennes, notamment celles du temple de Khnoum.
L'île comprend plusieurs carrières de pierres exploitées depuis l'Antiquité pour la construction des bâtiments.

## Histoire

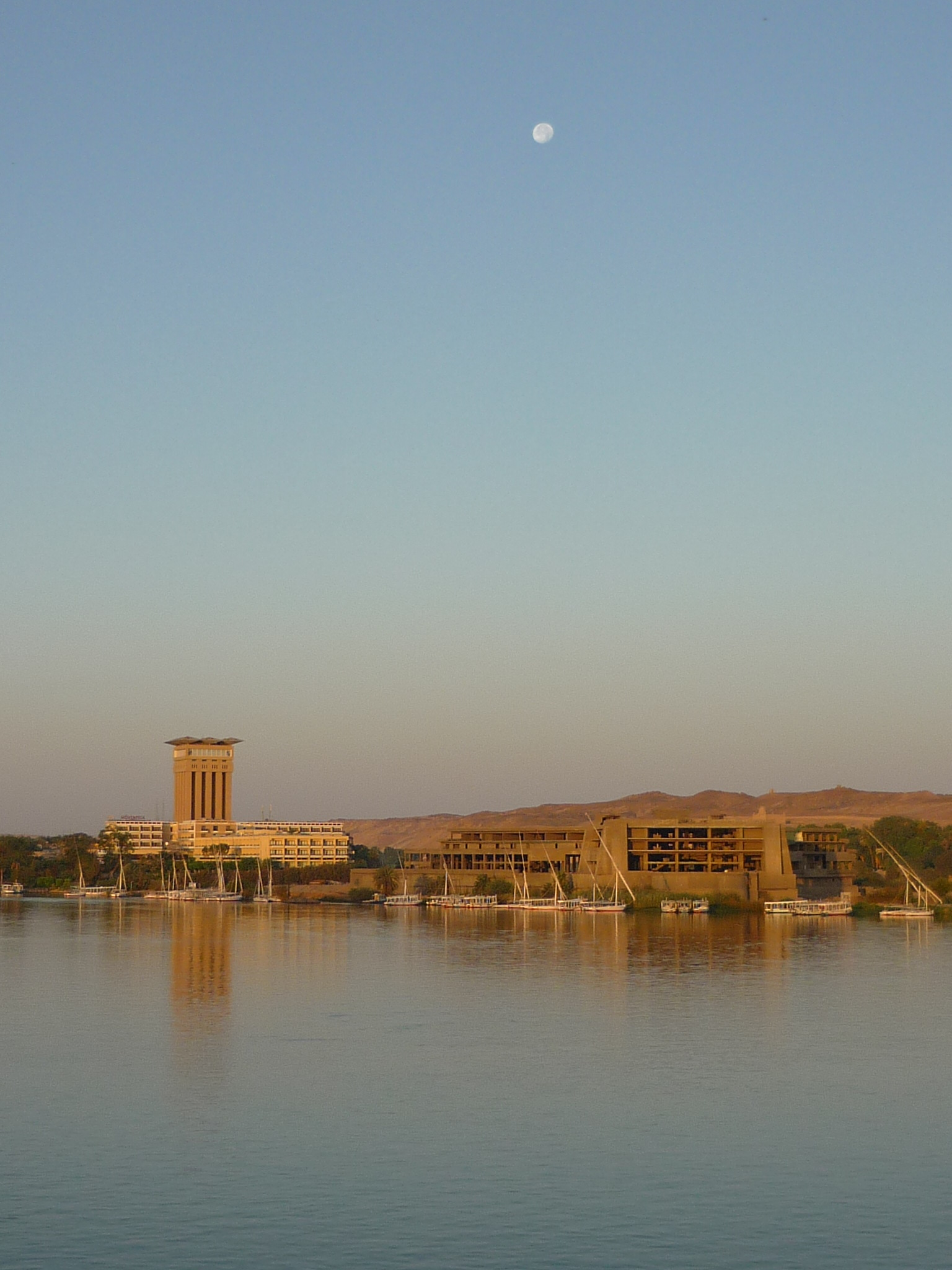
Vue de l'extrémité nord de l'île Éléphantine avec l'hôtel et des felouques.

Dès l'Ancien Empire, les expéditions militaires vers la Nubie partaient de l'île Éléphantine. Fortifiée dès le quatrième millénaire avant notre ère, Sount, la « ville des flots » bâtie au sud de l'île, servait dès l'Ancien Empire de poste douanier et de place d'échange commercial avec le Sud.
Les fouilles de ces dernières décennies ont permis de dégager les ruines de la cité de l'Ancien Empire qui était abritée derrière une imposante muraille de briques crues. Outre les quartiers d'habitation, la cité comprenait un quartier résidentiel pour le gouverneur de la région, des greniers et un sanctuaire rupestre consacré à Satis dont l'état le plus ancien remonte à la VIe dynastie. On y a également dégagé une structure en maçonnerie que l'on pense être une petite pyramide à degrés et qui ferait partie d'une série de monuments de ce style édifiés à la IVe dynastie par Snéfrou ou peut-être son prédécesseur Houni (IIIe dynastie). Ces structures construites en assises régulières et réservées sont architecturalement très proches des édifices pyramidaux des débuts de l'Ancien Empire, comportant au moins trois degrés, et symboliseraient le pouvoir royal.
Les vestiges de sculptures et d'inscriptions des XIe et XIIe dynasties sont le témoignage des constructions monumentales du Moyen Empire.
Selon les croyances traditionnelles, l'inondation annuelle du Nil provient d'une grotte de l'île Éléphantine.
Au Nouvel Empire de nombreux temples seront édifiés sur l'île Éléphantine, dont un temple dédié à Khnoum, un temple périptère remontant à Hatchepsout et Thoutmôsis III dédié à Anoukis et un kiosque de même style datant d'Amenhotep III. Les trois divinités Khnoum, Satis et Anoukis forment la triade d'Éléphantine. Satis évite que la crue soit trop basse, pendant qu'Anoukis la régule si elle dépasse un certain niveau.
Avec le temps, la ville grossit et s'étendit sur la rive orientale du Nil en face de l'île Éléphantine, devenant la Syène des derniers temps de l'Égypte pharaonique.
Nectanébo reconstruit le temple consacré à Khnoum, le principal dieu, seigneur de la cataracte, gardien des sources du Nil ainsi qu'à ses parèdres Anoukis (ou Anouket) et Satis (ou Satet). Vers -2800, Éléphantine devient la capitale du premier nome de l'Égypte antique.
La ville continue à se développer à l'époque des Ptolémées dans l'île et sur la rive orientale, à l'emplacement d'Assouan. De cette époque, il reste un temple consacré à Isis, le fragment de quai conservé sur la rive sud de l'île ainsi que l'un des derniers nilomètres présents sur le fleuve.
Au XIXe siècle, on pouvait encore voir des temples de Thoutmôsis III et d'Amenhotep III qui, par la suite, furent complètement détruits pour les nécessités de l'industrie naissante de l'Égypte moderne. Des fouilles du début du XXe siècle eurent pour résultat de mettre au jour des papyrus araméens de l'époque perse, qui témoignent de l'existence dans ce lieu, depuis le VIe siècle avant notre ère, d'une colonie juive qui avait son propre temple consacré à YHWH. Ce temple fut démoli à l'instigation des prêtres de Khnoum en 410 av. J.-C..

## Sépultures
Dès les premières dynasties, l'île Éléphantine était au pouvoir de princes (les nomarques) dont les sépultures, depuis l'Ancien Empire (VIe dynastie) jusqu'au Moyen Empire (XIIe dynastie) se trouvent creusées dans le flanc de la colline qui borde la rive occidentale du fleuve.
Ce sont des tombeaux rupestres, des hypogées, parfois composés de vastes chambres soutenues par des piliers et colonnes réservés dans la roche comme le tombeau double de Sabni et de Mekhou de la VIe dynastie. Le vaste tombeau de Sarenpout Ier, de la XIIe dynastie, est particulièrement remarquable : il est tout à fait comparable, dans son agencement, aux tombes rupestres de Beni Hassan.
Les tombeaux sont numérotés : Sarenpout Ier (no 36), Pepynakht (Hekayib) (no 35), Herkhouf, Khunes, Sarenpout II (no 31), Sabni (no 25), Mekhou (no 26). Depuis la berge du Nil, des rampes mènent à ces tombeaux où sont conservés quelques bas-reliefs. La nuit ils sont illuminés et peuvent clairement être vus d'Assouan.
Au sommet du plateau, à l'ouest des tombeaux des nomarques, à deux kilomètres du Nil, il y a le monastère de Saint-Siméon (Deir Amba Samaan), qui est l'un des plus importants monuments de l'époque chrétienne. C'est une construction fortifiée, entourée d'un puissant mur, haut de six à sept mètres, en pierre dans sa partie inférieure et en brique dans sa partie supérieure. Cet édifice, fondé au VIIIe siècle, est l'un des plus grands monastères d'Égypte. À l'intérieur de l'enceinte, le monastère se compose de trois terrasses irrégulières. Sur la terrasse inférieure se trouve l'église à trois nefs ; les autres corps de bâtiments comportent des cellules. Les autres salles consistent en cuisines, magasins, écuries, pressoir à olives et autres installations domestiques. Le monastère fut vraisemblablement abandonné au XIIe siècle.

### Pages liées
- Assouan
- Île Kitchener
- Papyrus d'Éléphantine